# Gran Premi de França de Motocròs 250cc
|  | Per a altres significats, vegeu «Gran Premi de França de Motocròs». |

El Gran Premi de França de Motocròs en la cilindrada de 250cc (en francès, Grand Prix de France de Moto-Cross 250cc), abreujat GP de França de 250cc, fou una prova internacional de motocròs que es va celebrar anualment a França entre el 1957 i el 2003, és a dir, des de la primera edició del Campionat d'Europa fins al final del Campionat del Món d'aquesta cilindrada (el 2004, la històrica categoria dels 250cc fou reconvertida a la nova MX1, actual MXGP).
El Gran Premi tingué una gran rotació geogràfica per tot França i, al llarg dels anys, s'arribà a disputar en un total de 24 escenaris diferents. Els que més es varen repetir varen ser els de Brou i Kassel, amb un total de tres edicions, Ernée, amb quatre, i Pèrnas dei Fònts, amb cinc edicions. També la data de celebració en va anar variant, per bé que la més habitual va ser al mes de juny. Finalment, cal dir que el 1999, França fou també escenari d'un altre Gran Premi de 250cc, celebrat a Saint-Jean-d'Angély el 20 de juny, tot i que aquest s'anomenà Gran Premi d'Europa.

## Edicions
| Població                      | Departament      | Regió                     | Territori històric    | Data usual      | De   | A    | Edicions |
| ----------------------------- | ---------------- | ------------------------- | --------------------- | --------------- | ---- | ---- | -------- |
| Aiun                          | Cruesa           | Nova Aquitània            | Occitània             | Al juliol       | 1978 | 1978 | 1        |
| Arbís                         | Gironda          | Nova Aquitània            | Occitània             | Al juny         | 1991 | 1991 | 1        |
| Bèucaire                      | Gard             | Occitània                 | Occitània             | A l'abril       | 1993 | 1993 | 1        |
| Brou                          | Eure i Loir      | Centre-Vall del Loira     | -                     | Al juny         | 1980 | 2000 | 3        |
| Château-du-Loir               | Sarthe           | País del Loira            | -                     | Variable        | 1983 | 1995 | 2        |
| Cognac (Les Mullons)          | Charente         | Nova Aquitània            | -                     | Al març         | 1981 | 1981 | 1        |
| Ernée                         | Mayenne          | País del Loira            | -                     | Variable        | 1994 | 2003 | 4        |
| Gimont                        | Gers             | Occitània                 | Occitània             | Al juny         | 1985 | 1990 | 2        |
| Gwened                        | Morbihan         | Bretanya                  | Bretanya (Bro Gwened) | A l'abril       | 1967 | 1967 | 1        |
| Ilfentig                      | Ille i Vilaine   | Bretanya                  | Bretanya              | Al juliol-agost | 1987 | 1996 | 2        |
| Kassel                        | Nord             | Alts de França            | Flandes francès       | Al juny         | 1958 | 1973 | 3        |
| Kersaout                      | Costes del Nord  | Bretanya                  | Bretanya              | Al juny         | 1982 | 1982 | 1        |
| La Guépia                     | Tarn i Garona    | Occitània                 | Occitània             | A l'agost       | 1964 | 1964 | 1        |
| La Vaur                       | Tarn             | Occitània                 | Occitània             | Al juny         | 1979 | 1979 | 1        |
| Metz (Buttes de Rozérieulles) | Mosel·la         | Gran Est                  | Lorena                | Al juny         | 1989 | 1989 | 1        |
| Montreuil                     | Sena Saint-Denis | Illa de França            | -                     | Al maig         | 1957 | 1957 | 1        |
| Niort                         | Deux-Sèvres      | Nova Aquitània            | -                     | Al juny         | 1969 | 1969 | 1        |
| Pèrnas dei Fònts              | Valclusa         | Provença-Alps-Costa Blava | Occitània             | A l'abril       | 1960 | 1972 | 5        |
| Saint-Jean-d'Angély           | Charente Marítim | Nova Aquitània            | -                     | A l'abril-maig  | 1984 | 2002 | 2        |
| Saint Quentin                 | Aisne            | Alts de França            | -                     | A l'abril-maig  | 1962 | 1965 | 2        |
| Salindres                     | Gard             | Occitània                 | Occitània             | A l'abril       | 1988 | 1988 | 1        |
| Thomer-la-Sôgne               | Eure             | Normandia                 | -                     | Variable        | 1961 | 1975 | 2        |
| Thouars                       | Deux-Sèvres      | Nova Aquitània            | -                     | Al maig         | 1968 | 1968 | 1        |
| Villars-sous-Écot             | Doubs            | Borgonya-Franc Comtat     | -                     | Al maig-abril   | 1986 | 1998 | 2        |
| Total                         | 24               |                           |                       |                 |      |      | 42       |

Noms en francès
1. ↑  Ahun
2. ↑  Arbis
3. ↑  Beaucaire
4. ↑  Vannes
5. ↑  Iffendic
6. ↑  Cassel
7. ↑  Corseul
8. ↑  Laguépie
9. ↑  Lavaur
10. ↑  Pernes Les Fontaines

## Palmarès
Font:
| Edició  | Any  | Lloc                     | Data              | Guanyador        | Guanyador     |
| ------- | ---- | ------------------------ | ----------------- | ---------------- | ------------- |
| I       | 1957 | Montreuil                | 18-19 de maig     | Alex Colin       | NSU           |
| II      | 1958 | Kassel                   | 17-18 de maig     | Jaromír Cížek    | Jawa          |
| III     | 1959 | Kassel                   | 27-28 de juny     | Rolf Tibblin     | Husqvarna     |
| IV      | 1960 | Pèrnas dei Fònts         | 30a-1 de maig     | Stig Rickardsson | Husqvarna     |
| V       | 1961 | Thomer-la-Sôgne          | 6-7 de maig       | Dave Bickers     | Greeves       |
| VI      | 1962 | Saint Quentin            | 5-6 de maig       | Torsten Hallman  | Husqvarna     |
| VII     | 1963 | Pèrnas dei Fònts         | 13-14 d'abril     | Torsten Hallman  | Husqvarna     |
| VIII    | 1964 | La Guépia                | 14-15 d'agost     | Torsten Hallman  | Husqvarna     |
| IX      | 1965 | Saint Quentin            | 10-11 d'abril     | Víktor Arbékov   | ČZ            |
| X       | 1966 | Pèrnas dei Fònts         | 9-10 d'abril      | Torsten Hallman  | Husqvarna     |
| XI      | 1967 | Gwened                   | 15-16 d'abril     | Joël Robert      | ČZ            |
| XII     | 1968 | Thouars                  | 11-12 de maig     | Joël Robert      | ČZ            |
| XIII    | 1969 | Niort                    | 21-22 de juny     | Joël Robert      | ČZ            |
| XIV     | 1970 | Pèrnas dei Fònts         | 18-19 d'abril     | Thorleif Hansen  | Husqvarna     |
|         | 1971 | No es disputà            | No es disputà     | No es disputà    | No es disputà |
| XV      | 1972 | Pèrnas dei Fònts         | 15-16 d'abril     | Joël Robert      | Suzuki        |
| XVI     | 1973 | Kassel                   | 16-17 de juny     | Adolf Weil       | Maico         |
|         | 1974 | No es disputà            | No es disputà     | No es disputà    | No es disputà |
| XVII    | 1975 | Thomer-la-Sôgne          | 5-6 de juliol     | Zdeněk Velký     | ČZ            |
|         |      | 1976-1977: No es disputà |                   |                  |               |
| XVIII   | 1978 | Aiun                     | 1-2 de juliol     | Vladimir Kavinov | KTM           |
| XIX     | 1979 | La Vaur                  | 16-17 de juny     | Håkan Carlqvist  | Husqvarna     |
| XX      | 1980 | Brou                     | 28-29 de juny     | Georges Jobé     | Suzuki        |
| XXI     | 1981 | Cognac                   | 28-29 de març     | Georges Jobé     | Suzuki        |
| XXII    | 1982 | Kersaout                 | 5-6 de juny       | Danny LaPorte    | Yamaha        |
| XXIII   | 1983 | Château-du-Loir          | 23-24 d'abril     | Georges Jobé     | Suzuki        |
| XXIV    | 1984 | Saint-Jean-d'Angély      | 7-8 d'abril       | Heinz Kinigadner | KTM           |
| XXV     | 1985 | Gimont                   | 15-16 de juny     | Jacky Vimond     | Yamaha        |
| XXVI    | 1986 | Villars-sous-Écot        | 3-4 de maig       | Jacky Vimond     | Yamaha        |
| XXVII   | 1987 | Ilfentig                 | 4-5 de juliol     | Eric Geboers     | Honda         |
| XXVIII  | 1988 | Salindres                | 16-17 d'abril     | Jeremy Whatley   | Suzuki        |
| XXIX    | 1989 | Metz                     | 17-18 de juny     | Roland Diepold   | Kawasaki      |
| XXX     | 1990 | Gimont                   | 16-17 de juny     | Alessandro Puzar | Suzuki        |
| XXXI    | 1991 | Arbís                    | 22-23 de juny     | Alessandro Puzar | Suzuki        |
|         | 1992 | No es disputà            | No es disputà     | No es disputà    | No es disputà |
| XXXII   | 1993 | Bèucaire                 | 24-25 d'abril     | Donny Schmit     | Yamaha        |
| XXXIII  | 1994 | Ernée                    | 7-8 de maig       | Greg Albertyn    | Suzuki        |
| XXXIV   | 1995 | Château-du-Loir          | 2-3 de setembre   | Andrea Bartolini | Yamaha        |
| XXXV    | 1996 | Ilfentig                 | 3-4 d'agost       | Stefan Everts    | Honda         |
| XXXVI   | 1997 | Brou                     | 3-4 de maig       | Stefan Everts    | Honda         |
| XXXVII  | 1998 | Villars-sous-Écot        | 25-26 d'abril     | Stefan Everts    | Honda         |
| XXXVIII | 1999 | Ernée                    | 17-18 d'abril     | Marnicq Bervoets | Kawasaki      |
| XXXIX   | 2000 | Brou                     | 11-12 de juny     | Frédéric Bolley  | Honda         |
| XL      | 2001 | Ernée                    | 14-15 de juny     | Mickaël Pichon   | Suzuki        |
| XLI     | 2002 | Saint-Jean-d'Angély      | 11-12 de maig     | Mickaël Pichon   | Suzuki        |
| XLII    | 2003 | Ernée                    | 13-14 de setembre | Stefan Everts    | Yamaha        |

Notes
1. ↑  Del 1957 al 1958, el GP de Fraça de 500cc ho fou alhora de 250cc i puntuà per a la Copa d'Europa de la cilindrada. Aquesta taula reflecteix només els resultats de la categoria de 250cc/Motocross GP.
2. ↑  Del 2001 al 2003, el GP de França ho fou alhora de 125, 250 i 500cc, tot i que aquest darrer any els 250cc es conegueren com a Motocross GP i els 500cc com a 650cc. Aquesta taula reflecteix només els resultats de la categoria de 250cc/Motocross GP.
3. ↑  El 2003, els 250cc es conegueren com a Motocross GP.

## Estadístiques
S'han considerat tots els resultats compresos entre el 1957 i el 2003.

### Guanyadors múltiples
| Pilot            | Victòries |
| ---------------- | --------- |
| Torsten Hallman  | 4         |
| Joël Robert      | 4         |
| Stefan Everts    | 4         |
| Georges Jobé     | 3         |
| Jacky Vimond     | 2         |
| Mickaël Pichon   | 2         |
| Alessandro Puzar | 2         |

### Victòries per país
| País           | Victòries |
| -------------- | --------- |
| Bèlgica        | 14        |
| Suècia         | 8         |
| França         | 5         |
| Itàlia         | 3         |
| Unió Soviètica | 2         |
| Txecoslovàquia | 2         |
| Regne Unit     | 2         |
| RFA            | 2         |
| Estats Units   | 2         |
| Sud-àfrica     | 1         |
| Àustria        | 1         |
| Total          | 42        |

### Victòries per marca
| Marca     | Victòries |
| --------- | --------- |
| Suzuki    | 10        |
| Husqvarna | 8         |
| Yamaha    | 6         |
| Honda     | 5         |
| ČZ        | 5         |
| Kawasaki  | 2         |
| KTM       | 2         |
| NSU       | 1         |
| Jawa      | 1         |
| Greeves   | 1         |
| Maico     | 1         |
| Total     | 42        |